# 김해 여여정사 육조법보단경
김해 여여정사 육조법보단경(金海 如如精舍 六祖法寶壇經)은 대한민국 경상남도 김해시, 여여정사에 있는 조선시대의 불경이다. 2016년 9월 29일 경상남도의 유형문화재 제597호로 지정되었다.

## 개요
｢육조대사법보단경(六祖大師法寶壇經)｣은 우리나라를 비롯한 동아시아 선불교(禪佛敎)에 가장 많은 영향을 끼친 선종(禪宗)의 지침서(指針書)이자 우리나라 조계종(曹溪宗)의 종전(宗典)으로 여겨진다.
판식(版式)은 사주단변(四周單邊)에, 반곽(半郭)의 크기는 세로 19.6cm에 가로15.1cm이며, 계선이 없고(無界), 10행(行)17자(字)로 배열되어 있으며, 판심(版心)은 백구(白口), 상하내향4‧2혼입화문흑어미(上下內向4‧2混入花紋黑魚尾)이고, 종이의 지질(紙質)은 닥종이(楮紙)이며 지질의 두께는 약 1.92cm, 세로발끈폭은 2.0~2.1cm, 촉수는 17촉으로 확인된다.
본서(本書)의 권말(卷末) 부분에 ‘成化十五年乙亥五月 日 白雲山屛風庵開板’이라는 간기(刊記)를 통해서 ‘1479년’으로 확인된다.
이와 같이 그 간행의 기록(刊記)과 인출(印出) 및 보관상태가 양호하고 15세기 후기에 간행된 육조단경 중 단 3종만 확인할 수 있는 자료이며 시대적 불경 간행을 연구하는데 중요한 참고자료이다.

## 참고 자료
- 김해 여여정사 육조법보단경 - 국가유산청 국가유산포털